# Mulholland Drive (film)
Mulholland Drive (tudi Mulholland Dr.) je ameriško-francoski neo-noir misteriozni film iz leta 2001, ki ga je režiral in zanj napisal scenarij David Lynch, v glavnih vlogah pa nastopajo Naomi Watts, Laura Harring, Justin Theroux, Ann Miller, Mark Pellegrino in Robert Forster. Zgodba prikazuje mlado in ambiciozno igralko Betty Elms (Watts), ki se preseli v Los Angeles. Tam se spoprijatelji z Rito (Harring), ki po avtomobilski nesreči trpi za amnezijo. Prikazanih je več podzgodb in večje število likov, tudi Hollywoodski režiser (Theroux).
Prvotno mišljen kot pilotna epizoda TV-serije in po glavnem snemanju leta 1999 je Lynch načrtoval odprti konec za morebitno serijo. Toda izvršni producenti so po ogledu Lyncheva reza idejo zavrnili. Tako je Lynch napisal konec za film, ni pa pojasnil svojih zamisli glede naracije, odhajajočih gledalcev, kritikov in članov ekipe, ki so o tem špekulirali. Film je le označil kot »ljubezensko zgodbo in mestu sanj«.
Film je bil premierno prikazan 16. maja 2001 na Filmskem festivalu v Cannesu, kjer je Lynch prejel nagrado Prix de la mise en scène za najboljšega režiserja, ki si jo je delil z Joelom Coenom za film Mož, ki ga ni bilo. Nominiran je bil tudi za oskarja v tej kategoriji. Film je zagnal Harringovo kariero in dvignil kariero Wattsove, za veteranko Ann Miller pa je bila to zadnja vloga. Sodobni kritiki film označujejo za enega najboljših Lynchih del in enega najboljših filmov 21. stoletja, leta 2012 se je v anketi filmskih kritikov revije Sight & Sound uvrstil na 28. mesto najboljših filmov vse časov in leta 2016 na prvo mesto lestvice najboljših filmov 21. stoletja BBC Culture.

## Vloge
- Naomi Watts kot Betty Elms/Diane Selwyn
- Laura Elena Harring kot Rita/Camilla Rhodes
- Justin Theroux kot Adam Kesher
- Ann Miller kot Coco
- Mark Pellegrino kot Joe
- Robert Forster kot detektiv McKnight
- Brent Briscoe kot detektiv Domgaard
- Dan Hedaya kot Vincenzo Castigliane
- Angelo Badalamenti kot Luigi Castigliane
- Monty Montgomery kot kavboj
- Lee Grant kot Louise Bonner
- James Karen kot Wally Brown
- Chad Everett kot Jimmy Katz
- Richard Green kot čarodej
- Rebekah Del Rio kot ona sama
- Melissa George kot prva Camilla Rhodes
- Jeanne Bates kot Irene
- Dan Birnbaum kot Irenin spremljevalec
- Lori Heuring kot Lorraine
- Marcus Graham kot g. Darby
- Michael J. Anderson kot Roque
- Patrick Fischler kot Dan
- Michael Cooke kot Herb
- Bonnie Aarons kot Bum
- Geno Silva kot Cookie/Emcee
- Billy Ray Cyrus kot Gene
- Vincent Castellanos kot Ed
- Wayne Grace kot Bob Booker
- Rita Taggart kot Linney James
- Michele Hicks kot Nicki Pelazza
- Lisa Lackey kot Carol
- Tad Horino kot Taka
- Melissa Crider kot Betty
- Kate Forster kot Martha Johnson
- Tony Longo kot Kenny
- Michael Fairman kot Jason
- Scott Coffey kot Wilkins
- Rena Riffel kot Laney